# Hatfield House
Hatfield House és una casa de camp situada en un gran parc a l'est de la ciutat de Hatfield, al comtat de Hertfordshire, Anglaterra. La casa actual d'estil jacobí fou construïda el 1611 per Robert Cecil, primer comte de Salisbury i minsitre del rei Jaume I, i fou la llar de la família Cecil des d'aleshores. Actualment és la residència de Robert Gascoyne-Cecil, el 7è marquès de Salisbury.

## Història
Al mateix lloc on hi ha ara l'actual casa de camp, hi hagué abans un edifici, el Palau Reial de Hatfield. D'aquest palau només en queda una part, a poca distància de la casa actual. Aquest palau fou on es crià la reina Elisabet I. Fou construït el 1497 pel bisbe d'Ely, John Cardinal Morton, ministre d'Enric VII, i comprimia en un rectangle quatre angles, que envoltaven un pati interior. El palau fou apropiat per Enric VIII juntament amb altres propietats de l'Església.

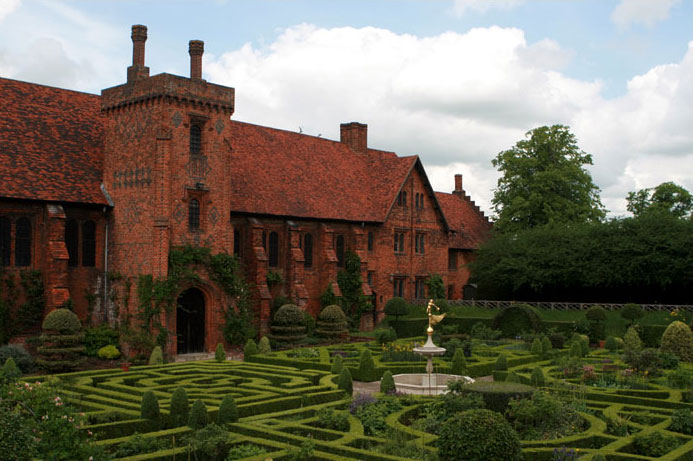
L'antic palau de Hatfield House, amb un jardí de nus.

Els fills d'Enric VIII, Eduard i Elisabet, passaren llur infància al Palau de Hatfield. El 1548, quan només tenia 15 anys, se sospità que Elisabet havia acceptat de manera il·legal casar-se amb Thomas Seymour, la casa i els criats foren tancats per l'agent del rei Eduard VI, Robert Tyrwhit, i Esliabet fou interrogada en aquest lloc. Ella es defensà amb èxit i enginy. Seymour fou executat el 1549 per altres crims contra la corona. Després d'haver passat dos mesos tancada per la seva germana, la reina Maria I d'Anglaterra, a la Torre de Londres, tornà a Hatfield. Es diu que fou en els terrenys d'aquesta casa on Elisabet s'adonà que era reina després de morir la seva germana. El novembre de 1558, Elisabet realitzà aquí el seu primer consell d'estat al gran saló.
Al successor d'Elisabet I, Jaume I, no li agradava gaire el palau i el donà al primer ministre d'Elisabet, Robert Cecil, primer comte de Salisbury, a canvi del Palau de Theobalds, que era la casa de la família Cecil. Cecil feu enderrocar tres ales del palau el 1608 i emprà els maons per construir l'edificació actual.
El tercer marquès de Salisbury fou tres vegades primer ministre durant els últims anys del regnat de la reina Victòria.
Hatfield House és una de les atraccions preferides dels turistes perquè tenen molts objectes relacionats amb la reina Elisabet, inclosos alguns guants i un parell de mitges, que es creu que foren les primeres que hi hagué a Anglaterra. A la biblioteca s'hi mostra un pergamí en què apareix la genealogia de la reina Elisabet amb els seus avantpassats fins a Adam i Eva. El saló de marbre mostra el Retrat Ermine d'Elisabet realitzat per Nicholas Hilliard.
Les sales d'estat mostren quadres, mobles, tapissos i armadures importants. La gran escala de fusta ricament tallada i els rars vitralls de la capella privada es troben entre les característiques jacobines més originals.